# Buddleja utahensis
Buddleja utahensis là một loài thực vật có hoa trong họ Huyền sâm. Loài này được Coville mô tả khoa học đầu tiên năm 1892.